# Sinh vật hoang dã ở Azerbaijan
Động thực vật hoang dã ở Azerbaijan bao gồm hệ thực vật và động vật và môi trường sống tự nhiên của chúng.
Biểu tượng của động vật ở Azerbaijan là ngựa Karabakh (Azerbaijan: Qarabağ Atı), là một loại ngựa núi và ngựa cưỡi chỉ có thể tìm thấy ở Azerbaijan. Đây là một trong những giống cổ xưa nhất, có nguồn gốc từ thời cổ đại. Con ngựa được này phát triển ở khu vực Karabakh vào thế kỷ thứ 5 và được đặt gọi theo tên của nó.
Môi trường sống tự nhiên của các loại động vật rất khác nhau trong nước. Một số loài sống trong các khu vực hạn chế đặc biệt (hồ, các vùng miền núi) trong khi một số khác lại lan rộng khắp cả nước. Ví dụ, Các loại chim bộ Sẻ có thể được tìm thấy ở bất cứ đâu trên lãnh thổ Azerbaijan. Ký sinh trùng Động vật nguyên sinh cũng được ghi nhận ở tất cả các vùng của đất nước, tùy thuộc vào môi trường sống tự nhiên của động vật mang chúng (trâu bò, gia cầm, vv). Trong số động vật có vú, linh dương jeyran cư trú ở các vùng đồng bằng, sơn dương Tây Kavkaz chủ yếu ở các khu vực Caucasus, hầu hết các loài chim đều có thể tìm thấy trong rừng, một số trong các lưu vực nước. Côn trùng gây hại có trên các cánh đồng nông nghiệp khác nhau, trong khi những loài khác chỉ sinh sống ở những khu sinh thái nhất định.
Một số khu vực bảo quản thiên nhiên đã được hình thành và các quy tắc săn bắt được đưa ra có hiệu lực để bảo vệ động vật lông thú và có móng ở Azerbaijan.

## Động vật
Động vật ở Azerbaijan rất phong phú, một phần do sự đa dạng của các khu vực phức hợp thiên nhiên của nó.

### Động vật có vú
Azerbaijan có con số loài thú cao nhất ở châu Âu. Khoảng 107 loài động vật có vú đã được ghi nhận ở Azerbaijan, trong đó có ba loài độc nhất. Các loài phổ biến là dê hoang dã và sơn dương Tây Kavkaz sống ở vùng Nakhichevan và sườn phía tây của vùng Caucasus thuộc vùng Balakan, Qabala, Zaqatala và Ismayilli. Linh dương Jeyran là một trong những loài quý hiếm và nhanh nhất ở vùng Caucasus. Những loài này chỉ có thể tìm thấy ở khu bảo tồn bang Shirvan, Bendovan và Korchay của Azerbaijan.

### Cá
.

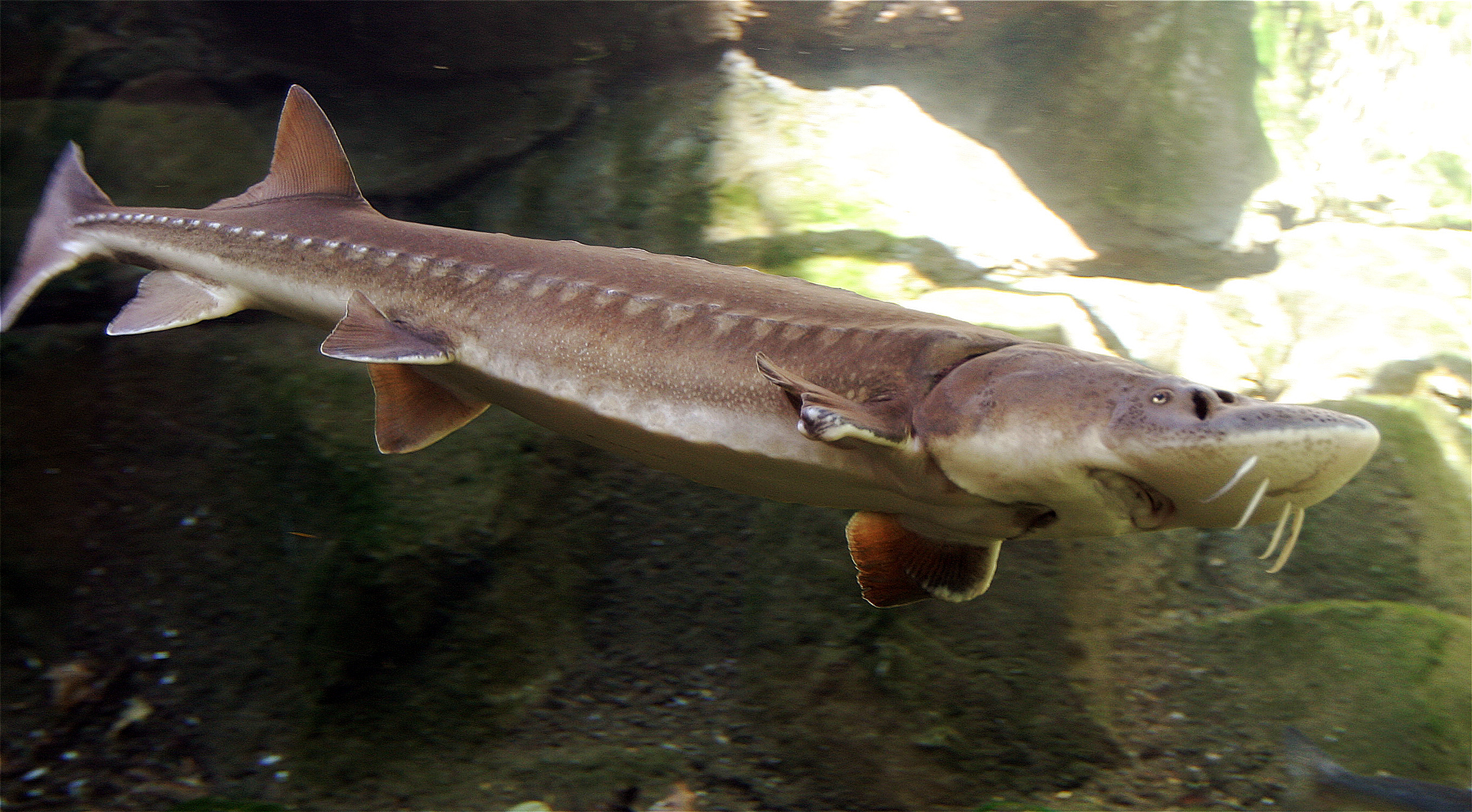
Trong lịch sử ban đầu của Azerbaijan, cá tầm thường bị nhầm lẫn với quái vật biển

Các lưu vực nước ngọt của nước này và Biển Caspi có tới 97 loài cá trong đó tám loài được đưa vào và bảy loài đã trở nên phổ biến. Ngoài ra còn có hơn 15 nghìn loài động vật không xương sống ở Azerbaijan. Hầu hết có thể tìm thấy ở sông Kur, xung quanh các hồ, cũng như trong hồ chứa nước Mingechevir. Hầu hết các loài cá là loài cá di cư (lúc nhỏ lớn lên trong nước biển và di cư đến nước ngọt để sinh sản sau khi đạt đến độ trưởng thành). Các loài cá có giá trị nhất có thể là cá hồi, cá tầm, cá tầm sao và cá tầm Beluga. Aspius, Chalcalburnus và cá chình cũng là cá di cư. Thịt cá hồi và caviar rất có giá trị.